# Stasina vittata
Stasina vittata är en spindelart som beskrevs av Simon 1877. Stasina vittata ingår i släktet Stasina och familjen jättekrabbspindlar.
Artens utbredningsområde är Filippinerna. Inga underarter finns listade i Catalogue of Life.